# IZUMO1
IZUMO1‏ (Izumo sperm-egg fusion 1) هوَ بروتين يُشَفر بواسطة جين IZUMO1 في الإنسان.